# بوئینگ سی-۴۰ کلیپر
بوئینگ سی-۴۰ کلیپر (به انگلیسی: Boeing C-40 Clipper) یک هواپیمای ساختِ بوئینگ در کشور ایالات متحده آمریکا است که در سال ۲۰۰۱ ساخته شد. نخستین استفاده‌کنندهٔ این هواپیما نیروی دریایی ایالات متحده آمریکا بوده‌است.